# Petrușiv, Teceu
Petrușiv (în ucraineană Петрушів) este un sat în comuna Ternovo din raionul Teceu, regiunea Transcarpatia, Ucraina.

## Demografie
Componența lingvistică a localității Petrușiv
     Ucraineană (97,99%)
     Română (1,05%)
     Alte limbi (0,93%)
Conform recensământului din 2001, majoritatea populației localității Petrușiv era vorbitoare de ucraineană (97,99%), existând în minoritate și vorbitori de română (1,05%).